# سنگوکو-دایمیو

نقشهٔ ژاپن و ایالت‌های حکمرانی دایمیوهای ژاپن در سال ۱۵۷۰ میلادی
از بالا به ترتیب (مطابقت با استان‌های کنونی به‌طور تقریبی است):
خاندان نانبو (南部)، دایمیوی منطقه‌ای به رنگ زرد (استان آئوموری کنونی)
خاندان موگامی (最上)، دایمیوی منطقهٔ کوچکی به رنگ بنفش (استان فوکوشیما کنونی)
خاندان داته (伊達)، دایمیوی منطقهٔ کوچکی به رنگ نارنجی (استان آکیتا کنونی)
خاندان ساتاکه (佐竹)، دایمیوی منطقهٔ کوچکی به رنگ زرد (استان ایباراکی کنونی)
خاندان آشینا (蘆名)، دایمیوی منطقه‌ای به رنگ آبی (قسمتی از استان فوکوشیما کنونی)
خاندان هوجو (北条)، دایمیوی منطقه‌ای به رنگ نارنجی (توکیو کنونی)
خاندان تاکدا (武田)، دایمیوی منطقه‌ای به رنگ بنفش (استان یاماناشی کنونی)
خاندان اوئسوگی (上杉)، دایمیوی منطقه‌ای به رنگ سبز (استان نییگاتا کنونی)
خاندان آساکورا (朝倉)، دایمیوی منطقه‌ای به رنگ آبی (استان فوکوئی کنونی)
خاندان آزای (浅井)، دایمیوی منطقهٔ کوچکی به رنگ نارنجی (استان شیگا کنونی)
خاندان اودا (織田)، دایمیوی منطقه‌ای به رنگ صورتی و پایتخت آن دوران کیوتو را دربر گرفته‌است.
خاندان توکوگاوا (徳川)، دایمیوی منطقه‌ای به رنگ زرد (استان شیزوئوکا کنونی)
خاندان میوشی (三好)، دایمیوی منطقه‌ای سه قسمتی به رنگ بنفش (استان توکوشیما کنونی)
خاندان چوسوکابه (長宗我部)، دایمیوی منطقه‌ای به رنگ سبز (استان کوچی کنونی)
خاندان آماگو (尼子)، دایمیوی منطقه‌ای به رنگ سبز (استان شیمانه کنونی)
خاندان موری (毛利)، دایمیوی منطقهٔ بزرگی به رنگ زرد (استان هیروشیما و استان ناگازاکی، استان یاماگوچی، استان اوکایاما کنونی)
خاندان ریوزوجی (龍造寺)، دایمیوی منطقه‌ای به رنگ سبز (استان ساگا کنونی)
خاندان اوتومو (大友)، دایمیوی منطقهٔ بزرگی در جنوب به رنگ نارنجی، استان فوکوئوکا و استان اویتا کنونی)
خاندان شیمازو (島津)، دایمیوی منطقه‌ای به رنگ بنفش (استان کوماموتو و استان میازاکی کنونی)

دایمیوهای دوره سنگوکو (به ژاپنی: 戦国大名) به دایمیو‌های بزرگ دوره سنگوکو که هر کدام بر چند گون (شهرستان) یا ولایت ژاپن حکمرانی می‌کردند، گفته می‌شود. دایمیو به‌طورکلی عنوانی است که برای اشاره به اربابان و زمین‌داران بزرگ در دوران پیشامدرن ژاپن به کار برده می‌شود.
پس از پایان جنگ اونین (۱۴۷۷ میلادی) تا اواخر قرن شانزدهم دوره سنگوکو یا «دوران جنگ‌های داخلی» خوانده می‌شود. در این دوران دایمیوهای پرقدرت در مناطق گوناگون ژاپن ظاهر شدند که هر کدام سعی بر افزایش وسعت منطقه تحت نفوذ خود داشتند. برخی از دایمیوهای دوره سنگوکو مانند خاندان شیمازو و خاندان ایماگاوا از قبل به عنوان شوگو (فرماندار محلی) بر منطقه حکمرانی می‌کردند. برخی از آنان مانند خاندان آساکورا، خاندان آزای و خاندان اودا با براندازی شوگو یا فرماندار محلی به قدرت رسیده بودند. برخی نیز مانند خاندان داته یا خاندان هوجو از جنگ داخلی سود برده و با گسترش مناطق تحت نفوذ خود به دایمیویی سنگوکو رسیده بودند.
در این دوران گکوکوجو (از لحاظ لغوی به معنای براندازی و فراتر رفتن از مافوق) رواج داشت و کسانی که از نظر مقام اجتماعی فرودست به‌شمار می‌رفتند اما در جنگیدن ماهر بودند با پیروزی در نبرد موفق به در دست گرفتن قدرت در یک منطقه می‌شدند. دایمیوهای سنگوکو با برپایی جنگ‌ها نظام قدیم را برانداخته و نظام اجتماعی جدیدی را به وجود آوردند. آن‌ها وحدت کشور را هدف قرار داده به سوی این هدف حرکت کردند.